# ك. جاي رايت
ك. جاي رايت (بالإنجليزية: K. J. Wright)‏ هو لاعب كرة قدم أمريكية أمريكي، ولد في 23 يوليو 1989 في أوليف برانش في الولايات المتحدة.

## وصلات خارجية
- ك. جاي رايت على موقع إي إس بي إن.كوم (أن.أف.أل)3
- ك. جاي رايت على موقع مرجع كرة القدم المحترفة.كوم (الإنجليزية)